# Liste des sénateurs des États-Unis pour Hawaï
Cet article dresse la liste des membres du Sénat des États-Unis élus de l'État d'Hawaï depuis son admission dans l'Union le 21 août 1959.

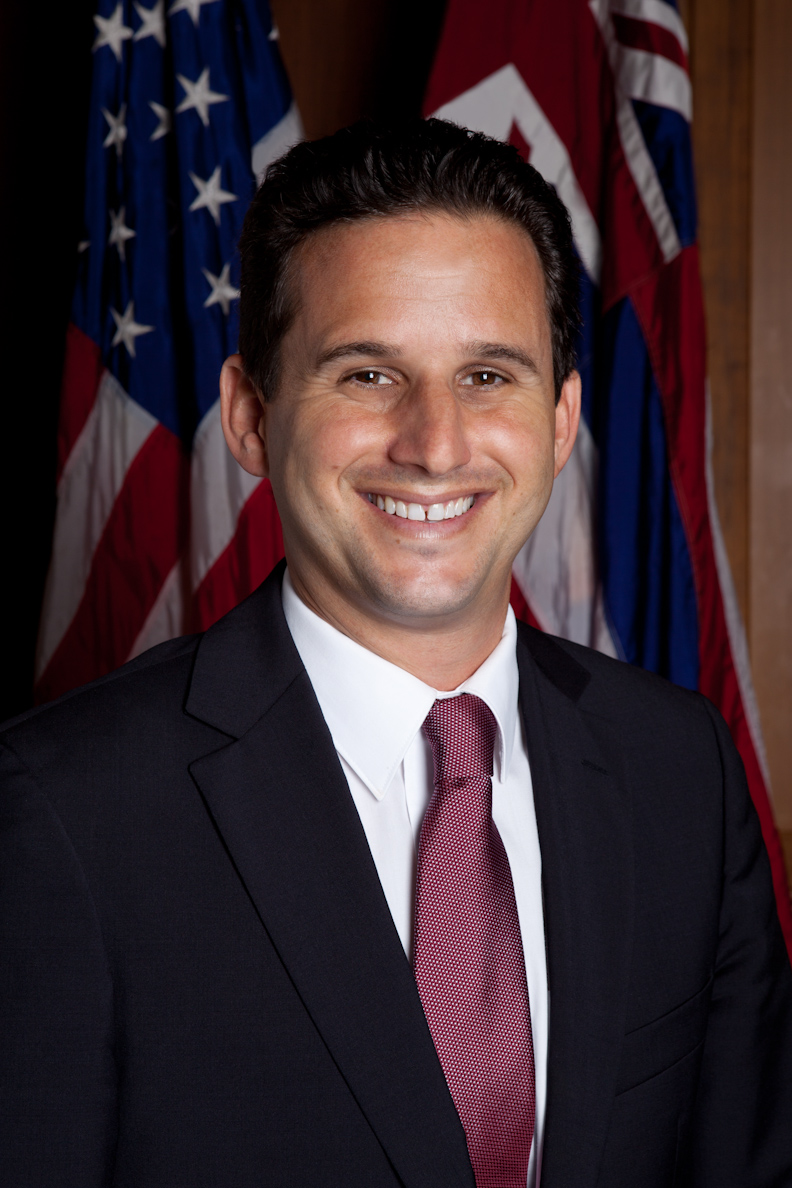
Brian Schatz (D), sénateur depuis 2012.
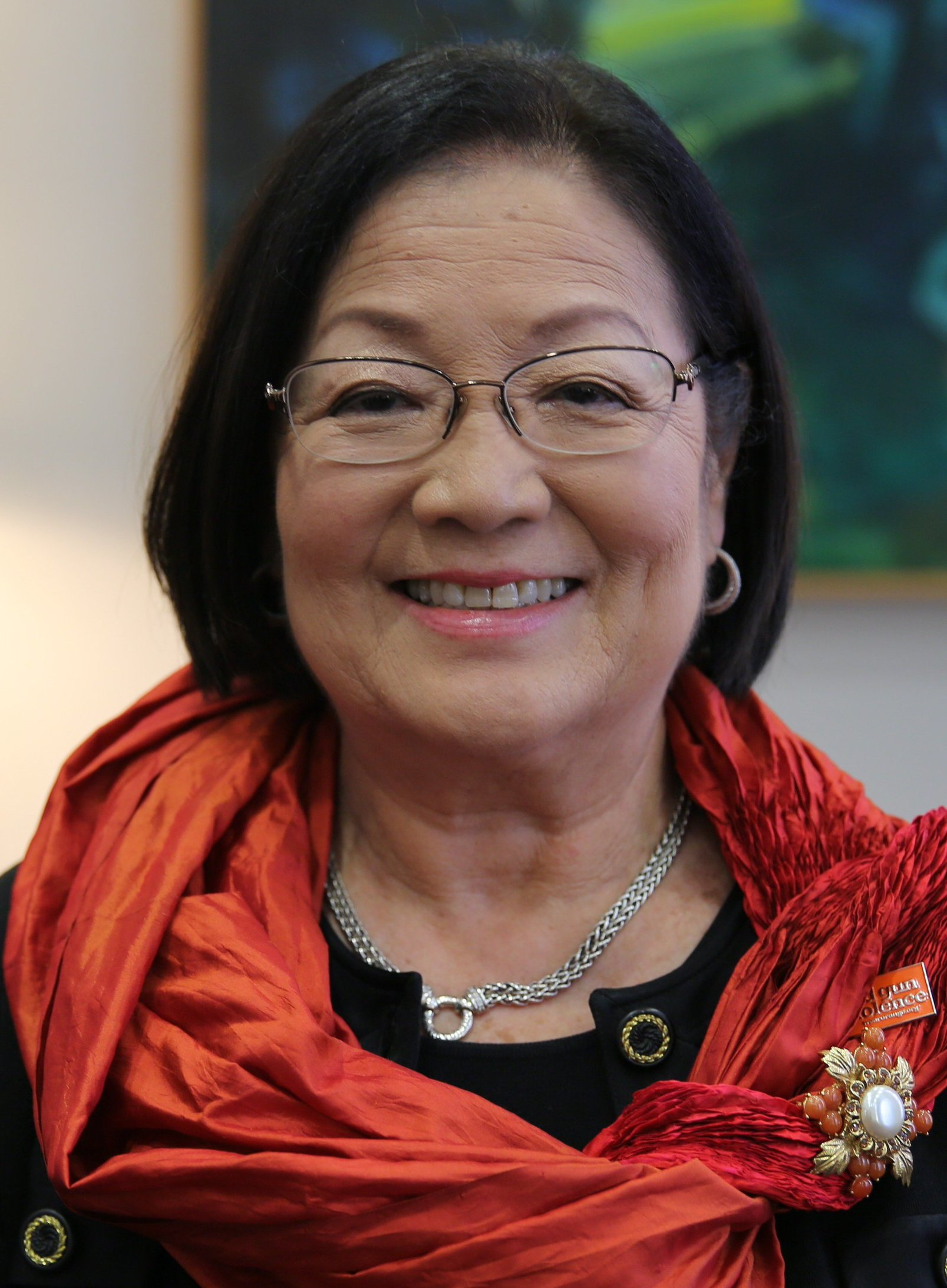
Mazie Hirono (D), sénatrice depuis 2013.

## Élections
Les deux sénateurs sont élus au suffrage universel direct pour un mandat de six ans. Les prochaines élections auront lieu en novembre 2024 pour le siège de la classe I et en novembre 2028 pour le siège de la classe III.

## Liste des sénateurs
| Sénateur | Sénateur        | Parti politique | Parti politique   | Dates et durée du mandat                                    | Congrès       | Sénateur | Sénateur        | Parti politique                                                 | Parti politique | Dates et durée du mandat                                  |
| -------- | --------------- | --------------- | ----------------- | ----------------------------------------------------------- | ------------- | -------- | --------------- | --------------------------------------------------------------- | --------------- | --------------------------------------------------------- |
|          | Hiram Fong      |                 | Parti républicain | 21 août 1959 – 3 janvier 1977 (17 ans, 4 mois et 13 jours)  | 86e           |          | Oren Long       |                                                                 | Parti démocrate | 21 août 1959 – 3 janvier 1963 (3 ans, 4 mois et 13 jours) |
| 87e      | Hiram Fong      |                 | Parti républicain | 21 août 1959 – 3 janvier 1977 (17 ans, 4 mois et 13 jours)  |               |          | Oren Long       |                                                                 | Parti démocrate | 21 août 1959 – 3 janvier 1963 (3 ans, 4 mois et 13 jours) |
| 88e      | Hiram Fong      |                 | Parti républicain | 21 août 1959 – 3 janvier 1977 (17 ans, 4 mois et 13 jours)  | Daniel Inouye |          | Parti démocrate | 3 janvier 1963 – 17 décembre 2012 (49 ans, 11 mois et 14 jours) |                 |                                                           |
| 89e      | Hiram Fong      |                 | Parti républicain | 21 août 1959 – 3 janvier 1977 (17 ans, 4 mois et 13 jours)  | Daniel Inouye |          | Parti démocrate | 3 janvier 1963 – 17 décembre 2012 (49 ans, 11 mois et 14 jours) |                 |                                                           |
| 90e      | Hiram Fong      |                 | Parti républicain | 21 août 1959 – 3 janvier 1977 (17 ans, 4 mois et 13 jours)  | Daniel Inouye |          | Parti démocrate | 3 janvier 1963 – 17 décembre 2012 (49 ans, 11 mois et 14 jours) |                 |                                                           |
| 91e      | Hiram Fong      |                 | Parti républicain | 21 août 1959 – 3 janvier 1977 (17 ans, 4 mois et 13 jours)  | Daniel Inouye |          | Parti démocrate | 3 janvier 1963 – 17 décembre 2012 (49 ans, 11 mois et 14 jours) |                 |                                                           |
| 92e      | Hiram Fong      |                 | Parti républicain | 21 août 1959 – 3 janvier 1977 (17 ans, 4 mois et 13 jours)  | Daniel Inouye |          | Parti démocrate | 3 janvier 1963 – 17 décembre 2012 (49 ans, 11 mois et 14 jours) |                 |                                                           |
| 93e      | Hiram Fong      |                 | Parti républicain | 21 août 1959 – 3 janvier 1977 (17 ans, 4 mois et 13 jours)  | Daniel Inouye |          | Parti démocrate | 3 janvier 1963 – 17 décembre 2012 (49 ans, 11 mois et 14 jours) |                 |                                                           |
| 94e      | Hiram Fong      |                 | Parti républicain | 21 août 1959 – 3 janvier 1977 (17 ans, 4 mois et 13 jours)  | Daniel Inouye |          | Parti démocrate | 3 janvier 1963 – 17 décembre 2012 (49 ans, 11 mois et 14 jours) |                 |                                                           |
|          | Spark Matsunaga |                 | Parti démocrate   | 3 janvier 1977 – 15 avril 1990 (13 ans, 3 mois et 12 jours) | Daniel Inouye | 95e      | Parti démocrate | 3 janvier 1963 – 17 décembre 2012 (49 ans, 11 mois et 14 jours) |                 |                                                           |
| 96e      | Spark Matsunaga |                 | Parti démocrate   | 3 janvier 1977 – 15 avril 1990 (13 ans, 3 mois et 12 jours) | Daniel Inouye |          | Parti démocrate | 3 janvier 1963 – 17 décembre 2012 (49 ans, 11 mois et 14 jours) |                 |                                                           |
| 97e      | Spark Matsunaga |                 | Parti démocrate   | 3 janvier 1977 – 15 avril 1990 (13 ans, 3 mois et 12 jours) | Daniel Inouye |          | Parti démocrate | 3 janvier 1963 – 17 décembre 2012 (49 ans, 11 mois et 14 jours) |                 |                                                           |
| 98e      | Spark Matsunaga |                 | Parti démocrate   | 3 janvier 1977 – 15 avril 1990 (13 ans, 3 mois et 12 jours) | Daniel Inouye |          | Parti démocrate | 3 janvier 1963 – 17 décembre 2012 (49 ans, 11 mois et 14 jours) |                 |                                                           |
| 99e      | Spark Matsunaga |                 | Parti démocrate   | 3 janvier 1977 – 15 avril 1990 (13 ans, 3 mois et 12 jours) | Daniel Inouye |          | Parti démocrate | 3 janvier 1963 – 17 décembre 2012 (49 ans, 11 mois et 14 jours) |                 |                                                           |
| 100e     | Spark Matsunaga |                 | Parti démocrate   | 3 janvier 1977 – 15 avril 1990 (13 ans, 3 mois et 12 jours) | Daniel Inouye |          | Parti démocrate | 3 janvier 1963 – 17 décembre 2012 (49 ans, 11 mois et 14 jours) |                 |                                                           |
| 101e     | Spark Matsunaga |                 | Parti démocrate   | 3 janvier 1977 – 15 avril 1990 (13 ans, 3 mois et 12 jours) | Daniel Inouye |          | Parti démocrate | 3 janvier 1963 – 17 décembre 2012 (49 ans, 11 mois et 14 jours) |                 |                                                           |
| Vacant   | Vacant          | Vacant          | Vacant            | Vacant                                                      | Daniel Inouye | 101e     | Parti démocrate | 3 janvier 1963 – 17 décembre 2012 (49 ans, 11 mois et 14 jours) |                 |                                                           |
|          | Daniel Akaka    |                 | Parti démocrate   | 16 mai 1990 – 3 janvier 2013 (35 ans, 2 mois et 25 jours)   | Daniel Inouye | 101e     | Parti démocrate | 3 janvier 1963 – 17 décembre 2012 (49 ans, 11 mois et 14 jours) |                 |                                                           |
| 102e     | Daniel Akaka    |                 | Parti démocrate   | 16 mai 1990 – 3 janvier 2013 (35 ans, 2 mois et 25 jours)   | Daniel Inouye |          | Parti démocrate | 3 janvier 1963 – 17 décembre 2012 (49 ans, 11 mois et 14 jours) |                 |                                                           |
| 103e     | Daniel Akaka    |                 | Parti démocrate   | 16 mai 1990 – 3 janvier 2013 (35 ans, 2 mois et 25 jours)   | Daniel Inouye |          | Parti démocrate | 3 janvier 1963 – 17 décembre 2012 (49 ans, 11 mois et 14 jours) |                 |                                                           |
| 104e     | Daniel Akaka    |                 | Parti démocrate   | 16 mai 1990 – 3 janvier 2013 (35 ans, 2 mois et 25 jours)   | Daniel Inouye |          | Parti démocrate | 3 janvier 1963 – 17 décembre 2012 (49 ans, 11 mois et 14 jours) |                 |                                                           |
| 105e     | Daniel Akaka    |                 | Parti démocrate   | 16 mai 1990 – 3 janvier 2013 (35 ans, 2 mois et 25 jours)   | Daniel Inouye |          | Parti démocrate | 3 janvier 1963 – 17 décembre 2012 (49 ans, 11 mois et 14 jours) |                 |                                                           |
| 106e     | Daniel Akaka    |                 | Parti démocrate   | 16 mai 1990 – 3 janvier 2013 (35 ans, 2 mois et 25 jours)   | Daniel Inouye |          | Parti démocrate | 3 janvier 1963 – 17 décembre 2012 (49 ans, 11 mois et 14 jours) |                 |                                                           |
| 107e     | Daniel Akaka    |                 | Parti démocrate   | 16 mai 1990 – 3 janvier 2013 (35 ans, 2 mois et 25 jours)   | Daniel Inouye |          | Parti démocrate | 3 janvier 1963 – 17 décembre 2012 (49 ans, 11 mois et 14 jours) |                 |                                                           |
| 108e     | Daniel Akaka    |                 | Parti démocrate   | 16 mai 1990 – 3 janvier 2013 (35 ans, 2 mois et 25 jours)   | Daniel Inouye |          | Parti démocrate | 3 janvier 1963 – 17 décembre 2012 (49 ans, 11 mois et 14 jours) |                 |                                                           |
| 109e     | Daniel Akaka    |                 | Parti démocrate   | 16 mai 1990 – 3 janvier 2013 (35 ans, 2 mois et 25 jours)   | Daniel Inouye |          | Parti démocrate | 3 janvier 1963 – 17 décembre 2012 (49 ans, 11 mois et 14 jours) |                 |                                                           |
| 110e     | Daniel Akaka    |                 | Parti démocrate   | 16 mai 1990 – 3 janvier 2013 (35 ans, 2 mois et 25 jours)   | Daniel Inouye |          | Parti démocrate | 3 janvier 1963 – 17 décembre 2012 (49 ans, 11 mois et 14 jours) |                 |                                                           |
| 111e     | Daniel Akaka    |                 | Parti démocrate   | 16 mai 1990 – 3 janvier 2013 (35 ans, 2 mois et 25 jours)   | Daniel Inouye |          | Parti démocrate | 3 janvier 1963 – 17 décembre 2012 (49 ans, 11 mois et 14 jours) |                 |                                                           |
| 112e     | Daniel Akaka    |                 | Parti démocrate   | 16 mai 1990 – 3 janvier 2013 (35 ans, 2 mois et 25 jours)   | Daniel Inouye |          | Parti démocrate | 3 janvier 1963 – 17 décembre 2012 (49 ans, 11 mois et 14 jours) |                 |                                                           |
| 112e     | Daniel Akaka    | Vacant          | Vacant            | Vacant                                                      | Vacant        | Vacant   |                 |                                                                 |                 |                                                           |
| 112e     | Daniel Akaka    |                 | Parti démocrate   | 16 mai 1990 – 3 janvier 2013 (35 ans, 2 mois et 25 jours)   | Brian Schatz  |          | Parti démocrate | Depuis le 27 décembre 2012 (12 ans, 7 mois et 14 jours)         |                 |                                                           |
|          | Mazie Hirono    |                 | Parti démocrate   | Depuis le 3 janvier 2013 (12 ans, 7 mois et 7 jours)        | Brian Schatz  | 113e     | Parti démocrate | Depuis le 27 décembre 2012 (12 ans, 7 mois et 14 jours)         |                 |                                                           |
| 114e     | Mazie Hirono    |                 | Parti démocrate   | Depuis le 3 janvier 2013 (12 ans, 7 mois et 7 jours)        | Brian Schatz  |          | Parti démocrate | Depuis le 27 décembre 2012 (12 ans, 7 mois et 14 jours)         |                 |                                                           |
| 115e     | Mazie Hirono    |                 | Parti démocrate   | Depuis le 3 janvier 2013 (12 ans, 7 mois et 7 jours)        | Brian Schatz  |          | Parti démocrate | Depuis le 27 décembre 2012 (12 ans, 7 mois et 14 jours)         |                 |                                                           |
| 116e     | Mazie Hirono    |                 | Parti démocrate   | Depuis le 3 janvier 2013 (12 ans, 7 mois et 7 jours)        | Brian Schatz  |          | Parti démocrate | Depuis le 27 décembre 2012 (12 ans, 7 mois et 14 jours)         |                 |                                                           |
| 117e     | Mazie Hirono    |                 | Parti démocrate   | Depuis le 3 janvier 2013 (12 ans, 7 mois et 7 jours)        | Brian Schatz  |          | Parti démocrate | Depuis le 27 décembre 2012 (12 ans, 7 mois et 14 jours)         |                 |                                                           |
| 118e     | Mazie Hirono    |                 | Parti démocrate   | Depuis le 3 janvier 2013 (12 ans, 7 mois et 7 jours)        | Brian Schatz  |          | Parti démocrate | Depuis le 27 décembre 2012 (12 ans, 7 mois et 14 jours)         |                 |                                                           |
| 119e     | Mazie Hirono    |                 | Parti démocrate   | Depuis le 3 janvier 2013 (12 ans, 7 mois et 7 jours)        | Brian Schatz  |          | Parti démocrate | Depuis le 27 décembre 2012 (12 ans, 7 mois et 14 jours)         |                 |                                                           |